# Voo JAT 367

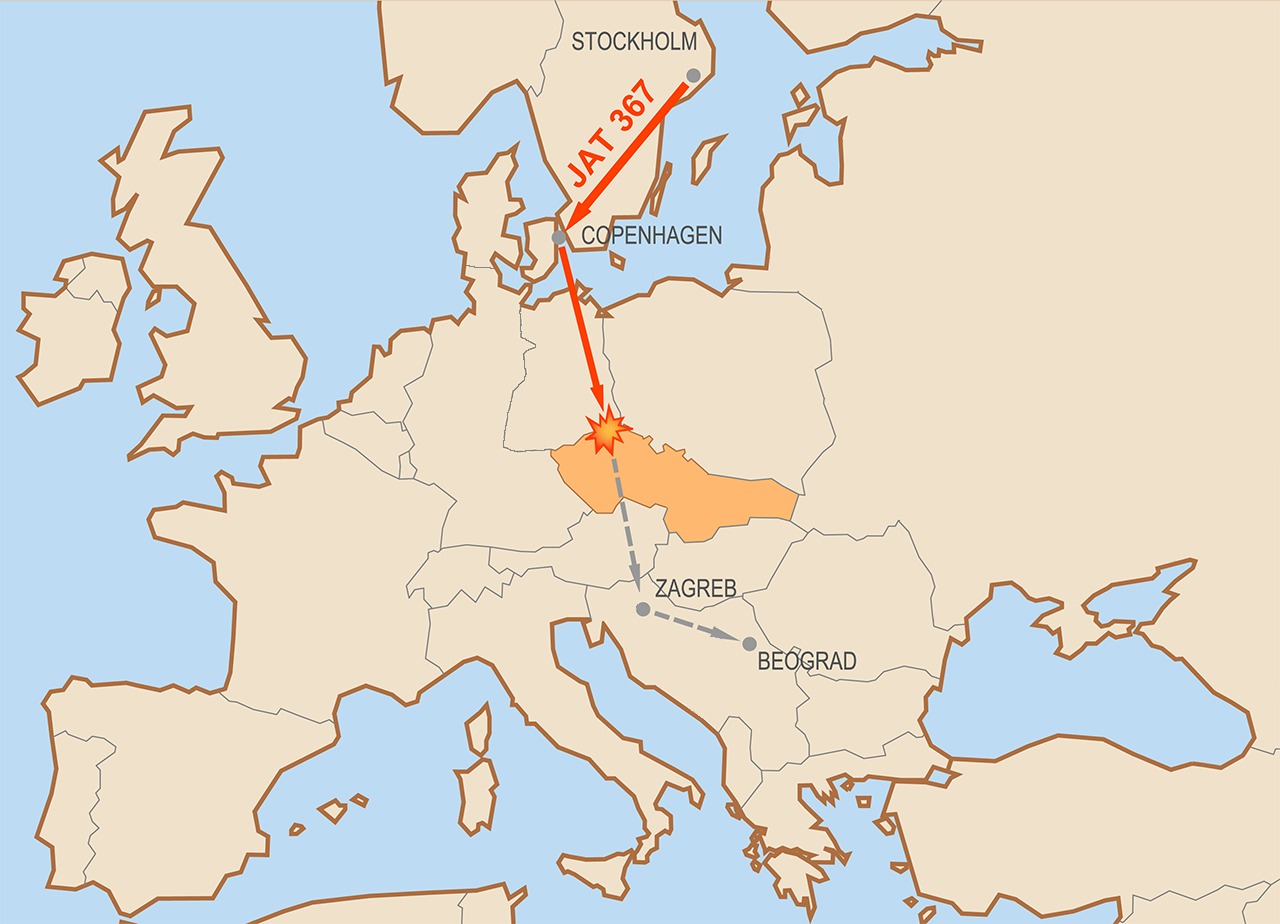
Percurso da aeronave e a localização da queda

O Voo JAT Yugoslav Airlines 367 foi um voo de um McDonnell Douglas DC-9-32 (registo YU-AHT) que explodiu pouco após passar o NDB Hermsdorf, na Alemanha Oriental, a meio da rota entre Estocolmo e Belgrado em 26 de janeiro de 1972. O avião, pilotado pelo capitão Ludvik Razdrih, quebrou em duas partes e ficou sem controle, estatelando-se no solo perto de Srbská Kamenice na Checoslováquia (hoje na República Checa). Dos 28 a bordo, 27 morreram no impacto com o solo, e apenas uma assistente de bordo, a sérvia Vesna Vulović, sobreviveu.

## Causa
A tripulação secundária do voo JAT 367, voando de Estocolmo a Belgrado com escalas em Copenhague e Zagreb, chegou à Dinamarca na manhã de 25 de janeiro de 1972. O voo 367 partiu do Aeroporto de Estocolmo-Arlanda às 13h30 de 26 de janeiro. A aeronave, um McDonnell Douglas DC-9-32, pousou no aeroporto de Copenhague às 14h30, onde foi assumida por Vulović e seus colegas. "Como era tarde, estávamos no terminal e o vimos estacionar", disse Vulović. "Eu vi todos os passageiros e a tripulação descendo do avião. Um homem parecia terrivelmente aborrecido. Não fui só eu que o notei. Outros membros da tripulação o viram, assim como o gerente da estação em Copenhague. Acho que foi o homem que colocou a bomba na bagagem. Acho que ele despachou uma mala em Estocolmo, saltou em Copenhague e nunca mais voltou a embarcar no voo."
O voo 367 partiu do aeroporto de Copenhague às 15h15. Às 16h01, uma explosão destruiu o compartimento de bagagem do DC-9. A explosão causou a desintegração da aeronave sobre o vilarejo de Srbská Kamenice na Checoslováquia. Vulović foi a única sobrevivente dos 28 passageiros e tripulantes. Alguns relatórios afirmam que Vulović estava na parte traseira da aeronave quando a explosão ocorreu, mas ela afirmou que foi informada de que foi encontrada na seção intermediária do avião. Ela foi descoberta pelo morador Bruno Honke, que a ouviu gritando em meio aos destroços. Seu uniforme turquesa estava coberto de sangue e seus saltos de 3 polegadas foram arrancados pela força do impacto. Honke foi médico durante a Segunda Guerra Mundial, e foi capaz de manter Vulović viva até a chegada do resgate. Vulović ficou em coma por 27 dias e ficou temporariamente paralisado da cintura para baixo, mas sobreviveu. Ela continuou trabalhando para a JAT, ocupando um cargo administrativo.
Entre 1962 e 1982, nacionalistas croatas realizaram 128 ataques terroristas contra alvos civis e militares iugoslavos. As autoridades iugoslavas suspeitaram que terroristas emigrados croatas (Ustaše) foram os culpados por derrubar o voo 367. No dia do acidente, uma bomba explodiu a bordo de um trem que viajava de Viena a Zagreb, ferindo seis. Um homem, descrevendo-se como um nacionalista croata, ligou para o jornal sueco Expressen no dia seguinte e assumiu a responsabilidade pelo bombardeio do voo 367. Nenhuma prisão foi feita. Posteriormente, a Autoridade de Aviação Civil da Checoslováquia atribuiu a explosão a uma bomba de maleta.

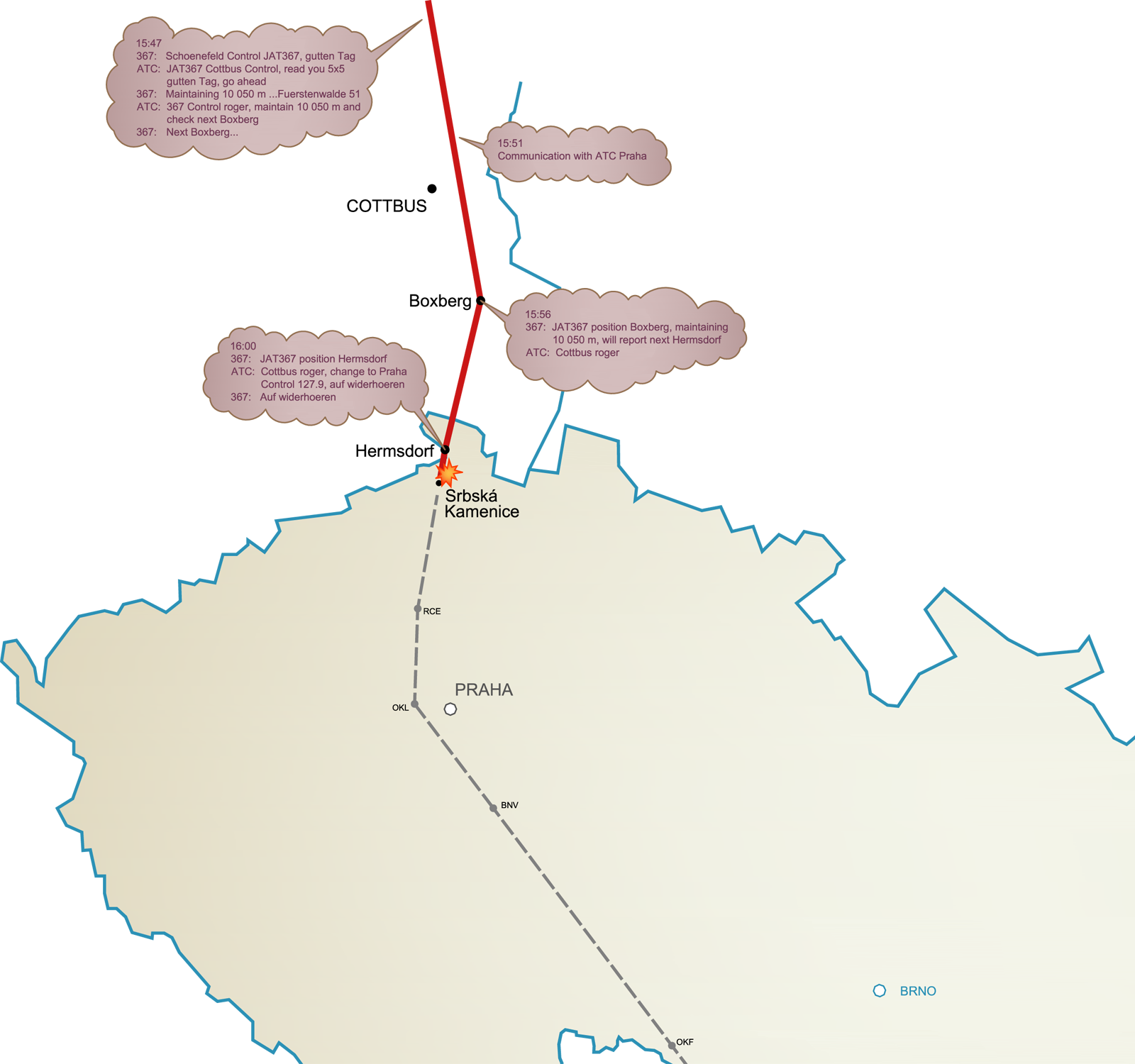
Os últimos 20 minutos do voo

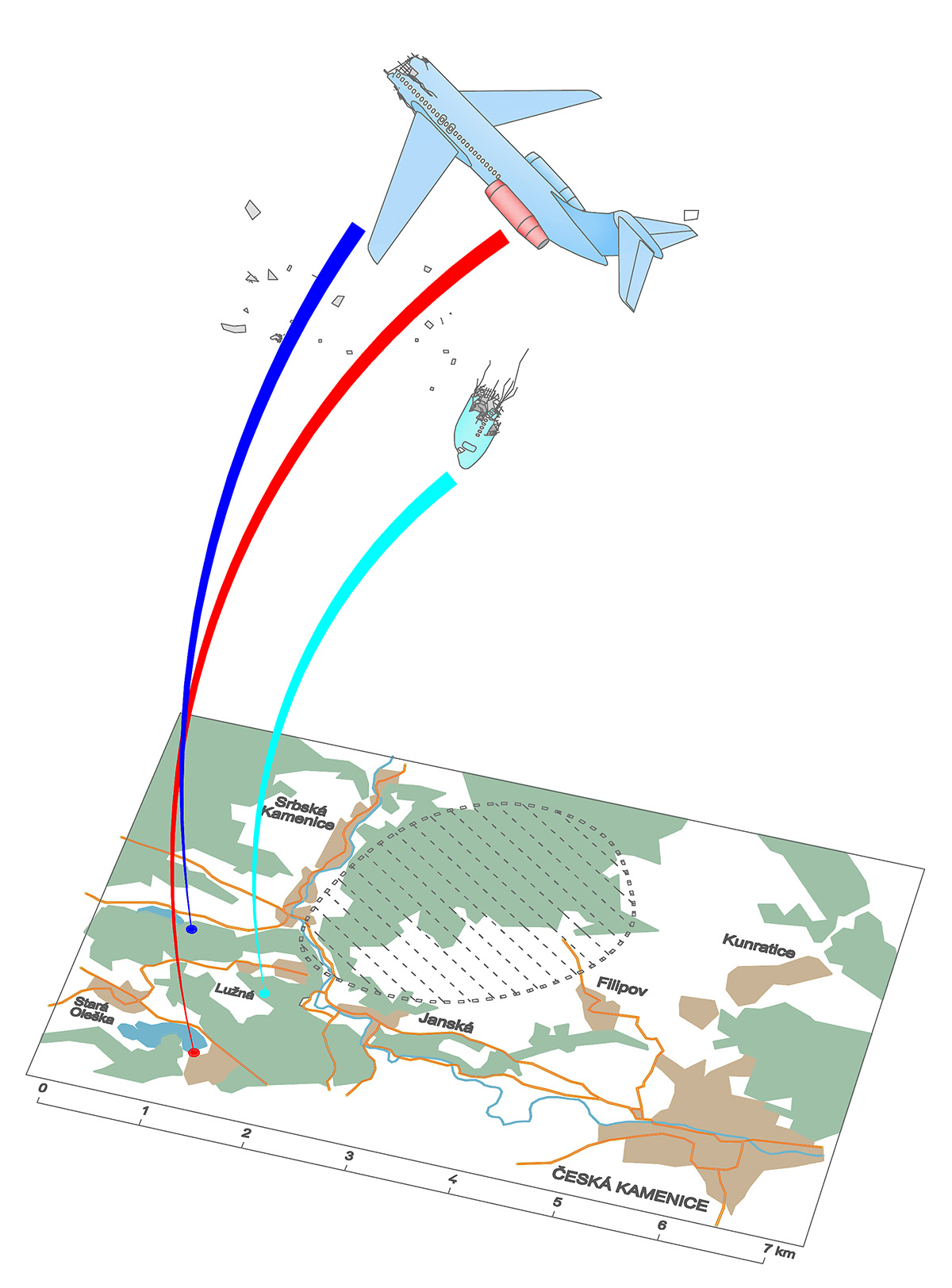
Distribuição dos destroços do voo 367

## Teoria conspiratória de derrubamento por míssil
A causa oficialmente declarada da queda do voo 367 foi questionada ocasionalmente ao longo dos anos por teorias da conspiração. Por exemplo, em 1997, o periódico tcheco Letectví a kosmonautika relatou que o avião foi abatido por engano pelas defesas aéreas da Checoslováquia.
A discussão sobre os diferentes aspectos do acidente foi reaberta em 8 de janeiro de 2009, quando a revista alemã Tagesschau publicou uma reportagem dos jornalistas investigativos Peter Hornung e Pavel Theiner. Supostamente com base em documentos recentemente obtidos principalmente da Autoridade de Aviação Civil Checa, eles concluíram que era "extremamente provável" que o avião tivesse sido abatido por engano a apenas algumas centenas de metros acima do solo por um caça MiG da Força Aérea Checoslovaca, tendo sido confundida com uma aeronave inimiga ao tentar um pouso forçado. Todas as evidências que sugerem que o avião foi destruído em grande altitude por explosivos colocados em uma mala seriam, portanto, forjadas pela polícia secreta da Checoslováquia.
Como evidência de que o DC-9 havia se desintegrado em uma altitude mais baixa, os jornalistas citaram testemunhas oculares de Srbská Kamenice, que viram o avião pegando fogo, mas ainda intacto abaixo das nuvens baixas, e a confirmação de um especialista em aviação sérvio (que havia sido presente no local do acidente) que a área de destroços era muito pequena para um acidente de grande altitude. Também referiu a avistamentos de um segundo avião. De acordo com Hornung, o voo 367 entrou em dificuldades, "entrou em uma descida íngreme e se deparou com uma área militar sensível", perto de uma instalação de armas nucleares. No entanto, o próprio Hornung afirmou que para sua teoria "há apenas indicações, nenhuma evidência".

### Ceticismo
Vulović (que não tinha memória do acidente ou do voo após o embarque) se referiu às alegações de que o avião tentou uma aterrissagem forçada ou desceu a uma altitude tão baixa como um "absurdo nebuloso". Um representante do Guinness World Records, de acordo com o jornal alemão Die Tageszeitung, afirmou que "parece que na época o Guinness foi enganado por esta fraude, assim como o resto da mídia."
A Autoridade de Aviação Civil descartou a teoria da conspiração como especulação da mídia, que aparece de vez em quando. Sua porta-voz acrescentou que os especialistas da Autoridade não comentariam sobre eles e que as conclusões da investigação oficial estão sendo questionadas principalmente por causa da atratividade da mídia na história.
A revista checa Technet citou um especialista do exército checo: "Em caso de violação do espaço aéreo, o incidente não seria resolvido por mísseis antiaéreos, mas por aviões de combate. Também não seria possível ocultar tal incidente, pois lá seriam aproximadamente 150–200 pessoas sabendo sobre o incidente. Eles não teriam qualquer razão para não contar sobre o incidente hoje". Um possível lançamento de míssil seria audível e especialmente visível para milhares de pessoas muito tempo depois. Ele ainda afirma que para o avião iugoslavo, era tecnicamente impossível mergulhar em "estado de emergência" do nível de voo comprovado para a baixa altitude e local onde foi supostamente abatido. Ele também afirma que a área de destroços não era "muito pequena" mas que as partes principais estavam separadas por mais de 1,5 km. Além disso, o soldado da Defesa Aérea da Checoslováquia que operou o radar no dia do acidente, afirmou em uma entrevista de 2009 que qualquer caça a jato da Checoslováquia seria notado pela defesa aérea da Alemanha Ocidental.
A principal evidência contra tal teoria são os dados de voo obtidos da caixa preta, que fornecia os dados exatos sobre o tempo, velocidade, direção, aceleração e altitude do avião no momento da explosão. Ambas as caixas pretas foram abertas e analisadas pelas empresas de serviço em Amsterdã na presença de especialistas da Checoslováquia, Iugoslávia e Holanda.
A queda de Vulović foi o tema de um episódio de MythBusters, que concluiu que era possível sobreviver à queda dependendo de como os destroços em que alguém estava pousou.

## Vesna Vulović
Vulović detém o recorde oficial do Livro do Guinness para a maior queda livre sobrevivida sem um paraquedas. Vulović recebeu o prêmio Guinness de Paul McCartney. Uma celebridade importante na Iugoslávia, Vulović era um convidado frequente em programas de televisão nacionais como Maksovizija de Milovan Ilić Minimaks até os anos 1990. Ela compareceu às comemorações anuais no local do acidente, até serem detidos em 2002. A filha do bombeiro que a salvou leva seu nome, bem como um hotel local chamado Pension Vesna na República Checa, perto do local do acidente.